# 罗德里戈·拉托
罗德里戈·拉托（西班牙語：Rodrigo de Rato y Figaredo，1949年3月18日—），西班牙經濟學家，曾任国际货币基金组织总裁。
罗德里戈·拉托接替于2004年3月4日辞职的霍斯特·克勒，于2004年5月4日当选国际货币基金组织总裁，2007年卸任由多米尼克·斯特劳斯-卡恩繼任。
他曾任西班牙经济大臣和副首相。

## 早年与教育
1949年3月18日出生于马德里。1971年毕业于马德里康普顿斯大学，1974年获美国加利福尼亞大學柏克萊分校工商管理硕士学位，2003年获马德里康普顿斯大学经济学博士学位。

## 争议
2015年4月16日，他涉嫌欺诈、隐瞒资产和洗钱在马德里家中被捕。一年后，他的名字出现在《巴拿马文件》中。
2017年2月23日，他的挪用公款罪名成立，被法院判处4年半监禁。2018年9月，西班牙最高法院确认了该判决。2018年10月25日，他被关入索托德尔雷亚尔的监狱。

## 荣誉
- 大十字级卡洛斯三世勋章（2004年）[7]